# ابرآلیاژ

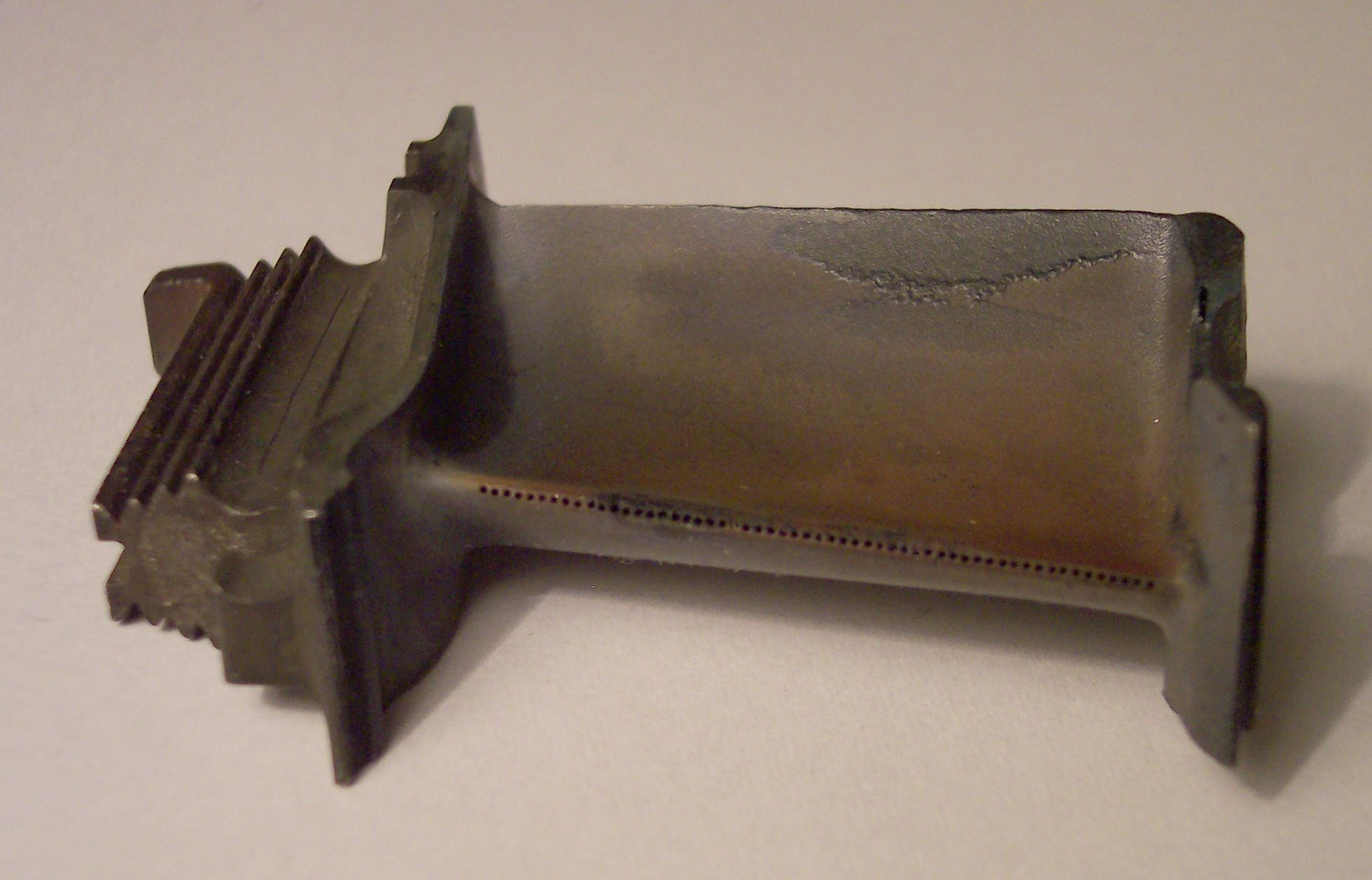
ابرآلیاژ نیکلی تیغه توربین موتور جت (آربی۱۹۹).

اَبَرآلیاژ (به انگلیسی: Superalloy)، آلیاژی است که توانایی کار در کسری بالا از نقطه ذوب خود را دارد. عنصرِ پایهٔ ابرآلیاژها معمولاً نیکل، کبالت یا آهن-نیکل است.
ابرآلیاژ استحکام زیادی در دماهای بالا دارد و در برابر خزش، خوردگی و اکسایش مقاوم است. این مقاومت توسط عناصری نظیر آلومینیم و کروم ایجاد می‌شود. ساختار کریستالی این آلیاژها معمولاً مکعبی وجه پر (FCC) است.
عمدهٔ کاربرد ابرآلیاژها در قسمت‌های داغ توربین‌های گاز (پره‌های توربین و محفظه احتراق) می‌باشد که دمای گاز در این بخش‌ها به بیش از ۱۰۰۰ درجه سلسیوس می‌رسد.

## ساختار شیمیایی

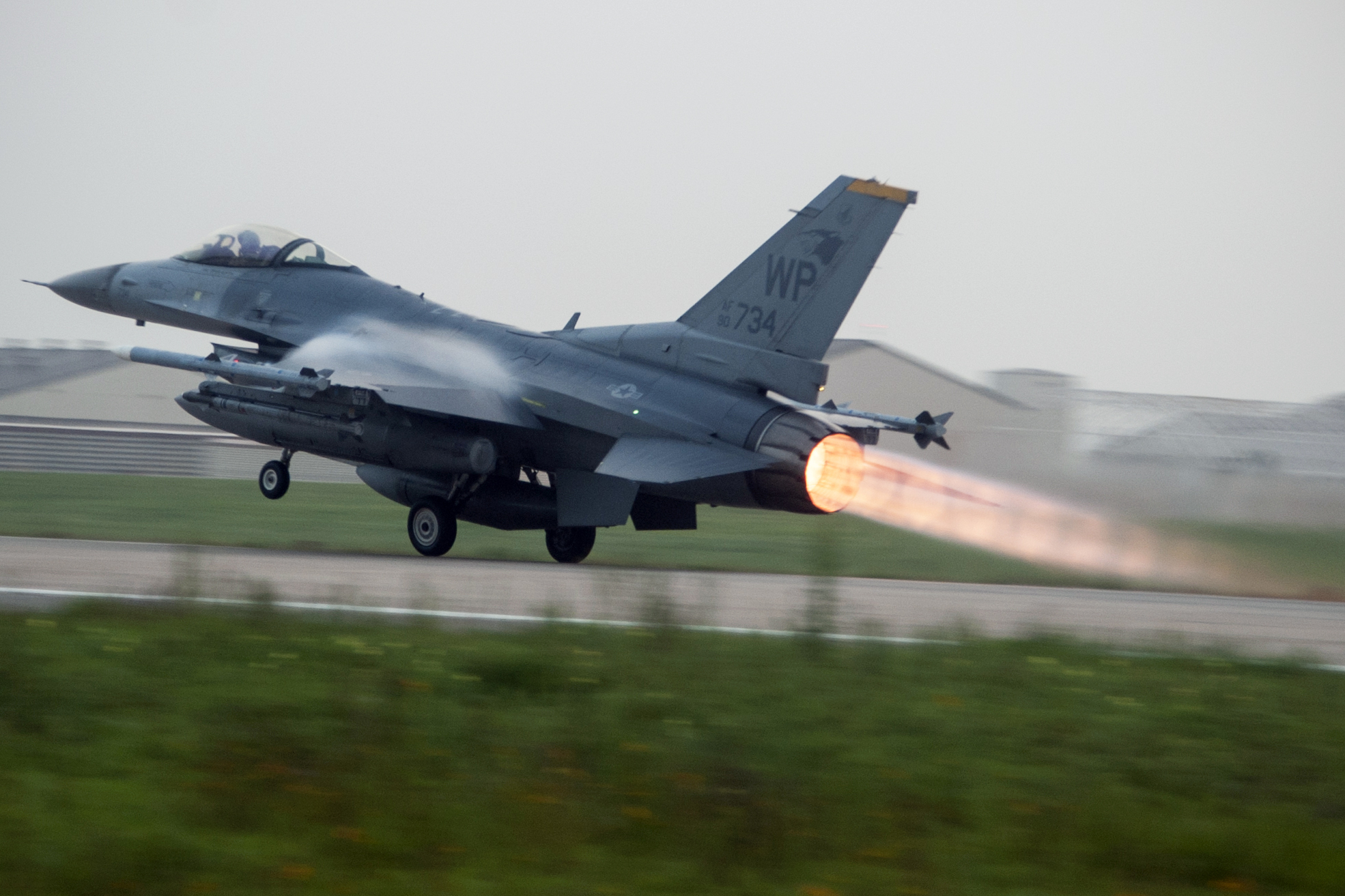
برای مقاومت در برابر دمای بالای گازهای خروجی موتورهای جت از ابرآلیاژها و فلزات نسوز استفاده می‌شود.

به دلیل استفاده این آلیاژها در دمای بالا، مقاومتشان در برابر تغییر شکل و اکسایش بسیار مهم است. آلیاژهای پایه نیکل در این موارد مصرف می‌شوند. اَبَرآلیاژی که بیش از ۵۰ درصد وزن آن عنصر نیکل باشد، ابرآلیاژ نیکلی نامیده می‌شود. این آلیاژها می‌توانند با افزودن عناصر فلزی و نافلزی دیگری نظیر کروم، آهن، کبالت، مولیبدن، تنگستن، آلومینیم، تیتانیوم، زیرکونیم، ایتریم، وانادیم، کربن و بور گسترش یابند. هرکدام از این عناصر به منظور تقویت مشخصه خاصی از آلیاژ بکار می‌روند.
مقاومت ابرآلیاژها بستگی به کندی حرکت نابجایی (Dislocation)ها در ساختار کریستالی دارد. بدین منظور در آلیاژهای پایه نیکل جدید یک فاز بین فلزی گاماپریم ('γ) غالباً به کمک آلومینیم و تیتانیوم ایجاد می‌شود. جهت بهبود مقاومت در برابر اکسایش آلومینیم، کروم، بور و ایتریم به این آلیاژها افزوده می‌شود. آلومینیم و کروم با ایجاد یک لایه اکسید از سطح آلیاژ در برابر اکسایش محافظت کرده و بور و ایتریم موجب پخش شدن این لایه در تمام سطح آلیاژ می‌شوند.
با وجوداینکه ابرآلیاژهای پایه نیکل در دماهای بالا عملکردی عالی دارند ولی ابرآلباژهای پایه کبالت به صورت بالقوه مقاومت بالاتری در برابر حرارت و اکسایش نسبت به ابرآلیاژهای پایه نیکل دارند. به همین دلیل استفاده از این آلیاژها در سالیان اخیر به صورت چشمگیری افزایش داشته است اما به دلیل استحکام کمتر در دماهای پایین نسبت به ابرآلیاژهای پایه نیکل کماکان استفاده کمتری دارند. مهم‌ترین دلیل این امر کمبود پیوند فازهای 'γ است که نقش مهمی در استحکام در دمای بالا دارند. در آلیاژ پایه نیکل یک هم سیمایی (coherency) بین دو فاز وجود دارد که نقش بسزایی در افزایش استحکام در دمای بالا دارد.

## متالورژیابرآلیاژها

### فازهای ابرآلیاژ پایه نیکل
- گاما(γ): این فاز یک محلول جامد با ساختار بلوری مکعبی وجه پر(FCC) از عناصر آلیاژی است.[۵][۶] هنگام سرد شدن آلیاژهای نیکل از حالت مذاب، کاربیدها شروع به تشکیل شدن می‌کنند و در دمای پایینتر فاز گاما ایجاد می‌شود.[۵][۷]

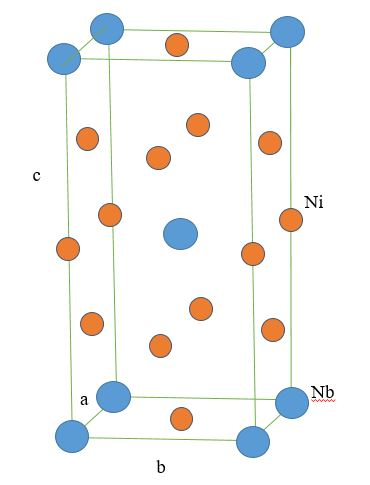
ساختار کریستالی "γ در Ni_{3}Nb

- گاماپریم ('γ): این بخش یک فاز بین فلزی بر پایه نیکل به همراه آلومینیم و تیتانیوم است که ساختار بلوری مکعبی وجه پر(FCC) دارد.[۶] جهت ایجاد این فاز، اتمهای نیکل در وجوه مکعب و اتم‌های آلومینیم یا تیتانیوم در لبه‌های مکعب قرار می‌گیرند.[۵] این فاز یک وضعیت ناپایدار بین دمای ۶۰۰ تا ۸۵۰درجه سانتیگراد دارد که در آن 'γ به ساختار بلوری HCP تبدیل می‌شود.[۸] برای موارد با دمای کمتر از ۶۵۰درجه سانتیگراد فاز "γ می‌تواند برای افزایش استحکام فعال شود.
- گامازگوند ("γ): این فاز جهت افزایش استحکام ابرآلیاژهای پایه نیکل در دمایی پایینتر نسبت به فاز 'γ (یعنی دمای کمتر از ۶۵۰درجه سلسیوس) استفاده می‌شود. ساختار بلوری در این فاز، دستگاه بلوری تتراگونال(BCT) است. این ساختار ناهمسانگرد(anisotropic) حاصل یک نابرابری در ابعاد(lattice mismatch) بین ساختارهای تتراگونال(BCT) و مکعبی وجه پر(FCC) است. این فاز در حدود دمای ۶۵۰درجه سلسیوس ناپایدار است.[۸]
- فازهای کاربید: از این فازها در ابرآلیاژهای پایه نیکل به منظور پایدارسازی ساختار ماده در مقابل تغییر شکل در دماهای بالا استفاده می‌شود. کاربیدها در مرزدانه(grain boundary)ها تشکیل می‌شوند و از حرکت مرز دانه‌ها جلوگیری می‌کنند.[۵][۶]
- فازهای صفحه متراکم(TCP): به خانواده ای از فازها گفته می‌شود که در حالت پیشفرض صفحه متراکم نیستند ولی در اثر مجاورت با بلورهای هگزاگونال(HCP) متراکم می‌شوند. این فازها حاصل اعمال نیروی زیاد در طی دوره‌های زمانی طولانی (هزاران ساعت) تحت دمای بالا (بیش از ۷۵۰درجه سلسیوس) هستند.

### فازهای ابرآلیاژ پایه کبالت
- گاما(γ): مشابه ابرآلیاژهای پایه نیکل، این فاز بخش اصلی تشکیل دهنده ماتریس آلیاژ است. عناصر موجود در این فاز کربن، تنگستن، نیکل، تیتانیوم، آلومینیم، ایریدیم و تانتال هستند.[۹] کروم هم در ابرآلیاژ پایه کبالت حداکثر تا ۲۰درصد وزنی به کار می‌رود که موجب مقاومت در برابر اکسایش و خوردگی می‌شود، مشخصه ای که برای مواد استفاده شده در توربین گاز بسیار حیاتی است.
- گاماپریم('γ): مشابه آلیاژهای پایه نیکل، این فاز وظیفه استحکام آلیاژ را بر عهده دارد. در این مورد معمولاً از صفحات متراکم ترکیبات کبالت-اکسیژن-تیتانیوم یا بلورهای مکعبی وجه پر(FCC) استفاده می‌شود. عناصر موجود در این فاز نقش بسزایی در پایداری آلیاژ در دمای بالا دارند. در این مورد پایداری بسیار مهم است همان‌طور که ناپایداری یک فاکتور کلیدی در ضعیفتر بودن ابرآلیاژهای پایه کبالت نسبت به ابرآلیاژهای پایه نیکل در دماهای فراتر از معمول است.[۱۰]
- فازهای کاربید: این بخش استحکام ابرآلیاژ را فراهم می‌کند ولی موجب کاهش خصلت شکل‌پذیری و مفتول پذیری ابرآلیاژ پایه کبالت می‌شود.

## سوپر آلیاژهای پایه آهن[۱۱][۱۲]

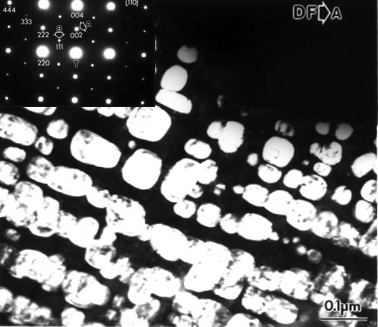
ریز ساختار سوپر آلیاژ پایه آهن

استفاده از آهن در تولید سوپر آلیاژها بسیار مورد توجه است زیرا برخی از آلیاژهای فولادی در مقاومت به خزش اکسیداسیون و خوردگی رفتاری مشابه با سوپر آلیاژهای پایه نیکل نشان داده‌اند در حالی که بسیار ارزان‌تر و در دسترس تر از سوپرآلیاژهای پایه نیکل و کبالت هستند.
سری AISI 600 شامل ۶ دسته‌بندی اولیه از آلیاژهای پایه آهن هستند که به شرح زیر است:
۱–۶۰۱ تا ۶۰۴ :فولاد کم آلیاژ مارتنزیتی.
۲–۶۱۰ تا ۶۱۳ :فولاد مارتنزیتی با سخت کاری ثانویه.
۳–۶۱۴ تا ۶۱۹ :فولاد مارتنزیتی کرومی.
۴–۶۳۰ تا ۶۳۵ :فولاد ضدزنگ شبه آستنیتی و مارتنزیتی رسوب سختی شده.
۵–۶۵۰ تا ۶۵۳ :فولاد استحکام بخشی شده با کار سرد و کار گرم.
۶–۶۶۰ تا ۶۶۵ :سوپر آلیاژهای آستنیتی

### معایب سوپر آلیاژ پایه آهن[۱۱]

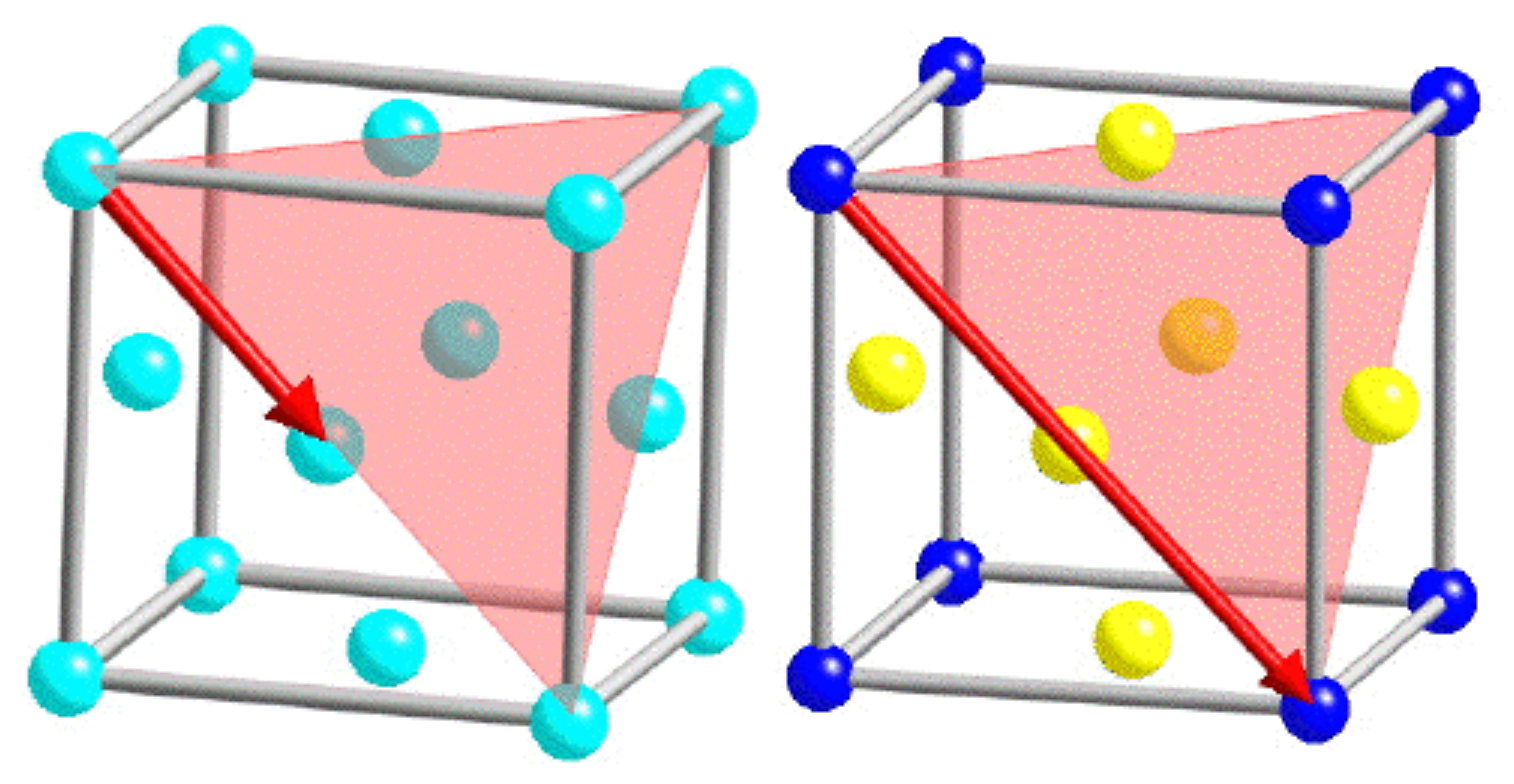
ساختار اتمی فازهای گاما و گاما پرایم

مشکلاتی در این نوع آلیاژها وجود دارند که مانع از برتری این سوپرآلیاژها از سایر سوپرآلیاژها می‌شود. اولین مشکل این است که ساختار الکترونی آهن تمایل بیشتری نسبت به نیکل برای افزایش شکل‌گیری فاز شکننده و ترد TCP دارد. دومین مشکل این است که جایگزینی نیکل با آهن باعث می‌شود تا مقاومت به اکسیداسیون کاهش یابد. سومین مشکل و شاید مهم‌ترین مشکل این است که آهن به علت ساختار الکترونی ای که دارد به تشکیل دیگر فازها به غیر از فاز مطلوب گاما پرایم که دارای ساختار FCC است کمک می‌کند وباعث می‌شود تا در بهترین حالت در اغلب موارد این فاز به صورت غیر پایدارتشکیل شود.

### نمودار فازی[۱۱]

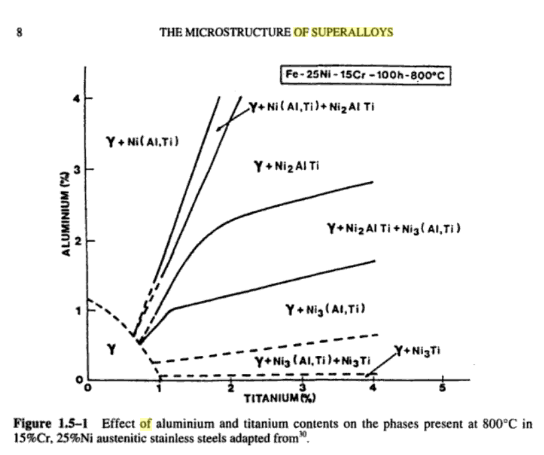
نمودار فازی تعادلی سوپر آلیاژ Fe- Ni- Cr-Ti-Al

طبق نمودار فازی تعادلی سوپر آلیاژ Fe- Ni- Cr-Ti-Al تنها در زمانی فاز گاما پرایم به صورت پایدار تشکیل می‌شود که Al/Ti در یک نسبت میانه قرار داشته باشند. به علت دشواری بالای استفاده از آلمینیوم این عنصر در بیشتر سوپر آلیاژهای غنی از آهن در مقادیر کمتر لزوماً با هدف اکسیژن زدایی در طول فرایند ذوب مورد استفاده قرار می‌گیرد. در بسیاری از درجه‌های این سوپر آلیاژها Ti در آن‌ها از عناصراصلی می‌باشد و با گامای ناپایدار ((Ni3Ti سخت شده‌اند. متأسفانه قرار گرفتن این سوپر آلیاژها در معرض دمای بالای ۶۵۰ درجهٔ سانتی گراد سبب می‌شود تا گاما پرایم با فاز پایدار «اتا» به حالت صفحات خشن به یکی از دو صورت کلونی‌های سلولی که از مرز دانه رشد کرده‌اند یا ویدمن اشتاتن جایگزین شود که تغییر حالت همراه با کاهش قابل توجه استحکام می‌باشد تعدادی از درجات تجاری سوپر آلیاژهای پایه آهن یا غنی از آهن در جدول زیر آورده شده‌اند:

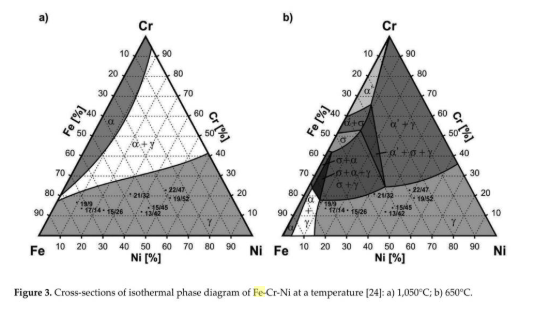
نمودار فازی Fe-Ni-Cr

| B    | c    | v   | Al  | Ti   | Mo   | Co | Ni   | Cr   | Si  | Mn  | Fe   |               |
| ---- | ---- | --- | --- | ---- | ---- | -- | ---- | ---- | --- | --- | ---- | ------------- |
| ۰٫۰۳ | ۰٫۰۵ | ۰٫۳ | ۰٫۲ | ۲٫۱۵ | ۱٫۲۵ |    | ۲۶   | ۱۵   | ۰٫۴ | ۱٫۴ | ۵۳٫۲ | A 286         |
|      | ۰٫۰۴ |     | ۰٫۱ | ۱٫۷۵ | ۲٫۷۵ |    | ۲۶   | ۱۳٫۵ | ۰٫۸ | ۰٫۹ | ۵۴٫۲ | Discaloy      |
|      | ۰٫۰۵ |     | ۰٫۲ | ۲٫۵  | ۶٫۲  |    | ۴۲٫۷ | ۱۳٫۵ | ۰٫۴ | ۰٫۴ | ۳۴٫۲ | Inconel 901   |
|      | ۰٫۰۳ |     | ۰٫۲ | ۲٫۶  | ۳٫۲  | ۲۰ | ۳۸   | ۱۸   | ۱   | ۰٫۸ | ۱۶٫۲ | Refractory 26 |

### فازهای سوپر آلیاژ پایه آهن[۱۲]
گاما:شبیه به فازهایی که در سوپر آلیاژهای پایه نیکل یافت می‌شود سوپر آلیاژهای پایه آهن دارای یک شبکه از فاز آستنیت آهن می‌باشند که دارای ساختار FCC می‌باشد. عناصر آلیاژی ای که معمولاً در این فولادهای ضدزنگ یافت می‌شود شامل موارد مقابل می‌باشد :Al , B , C , Co , Cr , Mo , Ni , Nb , Si , Ti , W , Y. زمانی که آلمینیوم به علت خواص ضد اکسیداسیونی که به سوپر آلیاژ پایه آهن می‌دهد اضافه می‌شود باید میزان درصد وزنی آن در مقادیر پایین نگه داشته شود زیرا آلمینیوم پایدار کنندهٔ شبکهٔ فاز فریت اولیه که دارای ساختار BCC است می‌باشد که یک فاز نا مطلوب در ریز ساختار سوپر آلیازها می‌باشد. این فاز برای استحکام در دمای بالایی که توسط شبکهٔ آستنیت اولیه با ساختار FCC ایجاد شده است نا مطلوب است.
گاما پرایم :فاز گاما پرایم به صورت رسوب‌هایی که باعث افزایش استحکام در سوپر آلیاژها وجود دارد. شبیه به آلیاژهای پایه نیکل رسوب‌های گاما پرایم می‌توانند با عناصری مانند Al , Ni, Nb , Ti تولید شود.

### ریز ساختار سوپر آلیاژهای پایه آهن[۱۲]
دو نوع عمده از فولادهای ضدزنگ وجود دارند که با لایه اکسیدی ای که روی سطح آن‌ها تشکیل می‌شود توصیف می‌شوند:
1. فولاد ضدزنگ کروم_تشکیل
2. فولاد ضدزنگ آلومینا _تشکیل

فولاد ضدزنگ کروم تشکیل:این نوع از فولاد ضدزنگ در دسترس‌ترین نوع فولاد ضدزنگی است که تولید شده است با این حال فولاد ضدزنگ کروم_تشکیل مقاومت به خزش بالایی بالای در هنگام کار در دمای بالا به خصوص در محیط‌هایی که دارای بحار آب می‌باشند و در مقایسه با با سوپر آلیاژهای پایه نیکل از خود نشان نمی‌دهند. قرار گرفتن این سوپر آلیاژ هنگام کار در دمای بالا در معرضبخار آب می‌تواند موجب افزایش اکسیداسیون داخلی و افزایش سرعت شکل‌گیری مادهٔ فرٌار کروم هیدروکسید می‌شود که هر دو عامل ذکر شده می‌تواند باعث کاهش عمر و کارکرد این آلیاژ شود.
فولادهای ضدزنگ آلومینا_تشکیل:این نوع از فولاد ضدزنگ دارای یک شبکه از آهن آستنیتی با ساختار FCC به همراه آلمینیوم اکسید بر روی سطح فولاد می‌باشد. آلومینیوم از لحاظ ترمودینامیکی دارای پایداری بیشتری نسبت به کروم با اکسیژن دارد. با وجود آن که فازهای رسوبی برای افزایش استحکام و مقاومت به خزش استفاده می‌شوند در فولادهای ضدزنگ آلومینا_تشکیل رسوبات NiAl به عنوان مخزن Al برای نگه داری و حفظ لایه آلومینا نقش ایفا می‌کنند. علاوه بر این اضافه کردن عناصر Nb و Cr می‌تواند به تشکیل و پایداری آلومینا به وسیلهٔ افزایش کسر حجمی رسوبات NiAl کمک کند.
تلاش‌های تحقیقاتی برای توسعهٔ سوپر آلیاژهای پایه آهن آلومینا_تشکیل به پنج درجه‌بندی برای فولاد آلومینا_تشکیل آستنیتی(AFA) با کارکردهای متفاوت در دماهای مختلف به هنگام اکسید شدن در هوا+۱۰٪ بخار آب رسیده است که به شرح زیر می‌باشند:
- AFA Grade: (50-60)Fe-(20-25)Ni-(14-15)Cr-(2.5-3.5)Al-(1-3)Nb wt. % base
  - ۷۵۰–۸۰۰ °C operating temperatures at oxidation in air + 10% water vapor
- Low Nickel AFA Grade: 63Fe-12Ni-14Cr-2.5Al-0.6Nb-5Mn3Cu wt. % base
  - ۶۵۰ °C operating temperatures at oxidation in air + 10% water vapor
- High Performance AFA Grade: (45-55)Fe-(25-30)Ni-(14-15)Cr(3.5-4.5)Al-(1-3)Nb-(0.02-0.1)Hf/Y wt. % base
  - ۸۵۰–۹۰۰ °C operating temperatures at oxidation in air + 10% water vapor
- Cast AFA Grade: (35-50)Fe-(25-35)Ni-14Cr-(3.5-4)Al-1Nb wt. % base
  - ۷۵۰–۱۱۰۰ °C operating temperatures at oxidation in air + 10% water vapor, depending upon Ni wt. %
- AFA superalloy (40-50)Fe-(30-35)Ni-(14-19)Cr-(2.5-3.5)Al-3Nb
  - ۷۵۰–۸۵۰ °C operating temperatures at oxidation in air + 10% water vapor

## سوپرآلیاژ پایه آهن A-286[۱۷]
یکی از پرکاربردترین سوپر آلیاژهای پایه آهن می‌باشد که در مواردی که به استحکام بالا و مقاومت به خوردگی تا دمای ۷۰۴ درجهٔ سانتی گراد نیاز است است مورد استفاده قرار می‌گیرد. هم چنین از این آلیاژ می‌توان در دماهای بالاتر و تنش کمتر استفاده کرد. این آلیاژ یک فولاد آستنیتی می‌باشد و می‌تواند به روش پیر سختی به استحکام‌های بسیار بالا برسد. هم چنین این آلیاژ را می‌توان در دماهای پایین‌تر در محدودهٔ بالاتر از دمای اتاق تا دمای -۱۹۶ درجهٔ سانتی گراد به عنوان مادهٔ شکل‌پذیر و مستحکم غیر مغناطیسی به کار برد. این آلیاز می‌تواند در انحلال‌های آبی با خوردگی متوسط مورد استفاده قرار گیرد. برای تصفیهٔ این آلیاژ ازیکی از دو روش ESR یا VAR استفاده می‌کنند. این آلیاژ به صورت ورقه و نوارهای باریک و پلیت در دسترس می‌باشد.

### ترکیب شیمیایی سوپر آلیاژ A-286

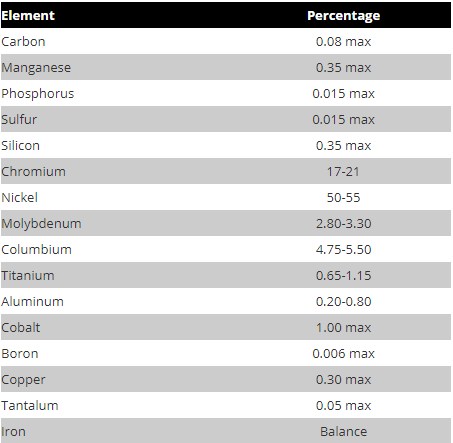
ترکیب شیمیایی سوپر آلیاژ A-286

### مقاومت به خوردگی و اکسیداسیون در آلیاژ A-286
عناصر آلیاژی به کار رفته در در این آلیاژ در کروم نیکل و مولیبدن مشابه با برخی از فولادهای ضدزنگ آستنیتی می‌باشد. مقاومت به خوردگی این آلیاژ در دماهای بالا به خوبی مقاومت به خوردگی آن در دماهای پایین می‌باشد. مقاومت به اکسیداسیون در این آلیاژ در صورتی که به صورت پیوسته عملیاتی باشد تا دمای ۸۱۶ درجهٔ سانتی گراد و در صورتی که متناوباً کارکند تا دمای ۹۸۲ درجهٔ سانتی گراد در مقدار بالایی قرار دارد.

### ویژگی‌های فیزیکی آلیاژ A-286

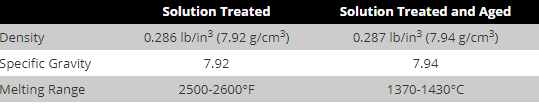
ویژگی‌های فیزیکی A-286

### خواص مکانیکی آلیاژ A-286

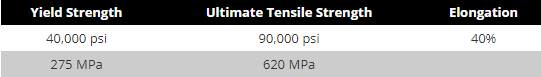
خواص مکانیکی آلیاژ A-286

### مقاومت الکتریکی آلیاژ A-286

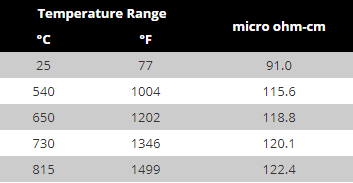
مقاومت الکتریکی آلیاژ A-286 در دماهای مختلف

### ضریب هدایت حرارتی آلیاژ A-286

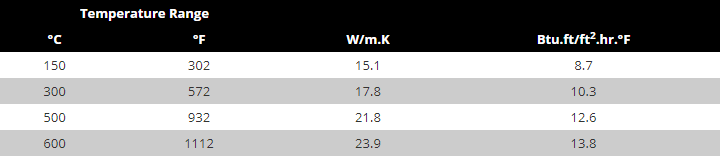
ضریب هدایت حرارتی آلیاژ A-286

### ضریب انبساط طولی آلیاژ A-286

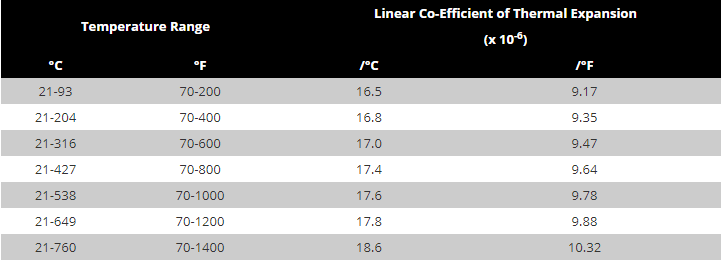
ضریب انبساط طولی آلیاژ A-286 در دماهای مختلف

### معادل آلیاژ A-286 در استانداردها
این آلیاژ معادل AMS 5525 و در استاندارد UNS معادل S66286 می‌باشد.

## سوپر آلیاژ پایه آهن (Discaloy (UNS S66220[۱۸]
از این آلیاژ معمولاً در قسمت‌های داغ توربین‌های گاز استفاده می‌شود. این آلیاژ قابل پیر سختی می‌باشد. هم چنین قابلیت فورج بسیار خوبی دارد. داری عناصر کروم و نیکل به عنوان عناصر آلیاژی اصلی می‌باشد مطالب پایین اطلاعات بیشتری دربارهٔ ویژگی‌های این سوپر آلیاژ می‌دهد.

### ترکیب شیمیایی Discaloy

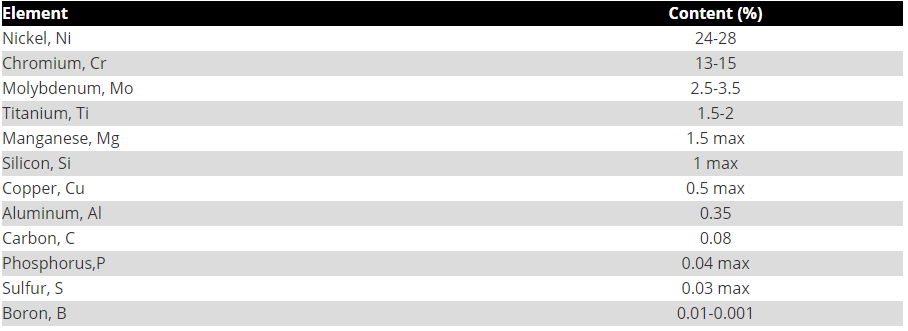
ترکیب شیمیایی Discaloy

### خواص فیزیکی Discaloy

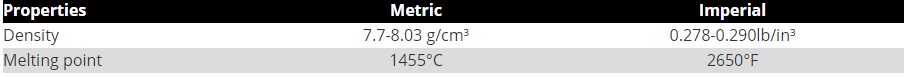
خواص فیزیکی Discaloy

### خواص مکانیکی Discaloy

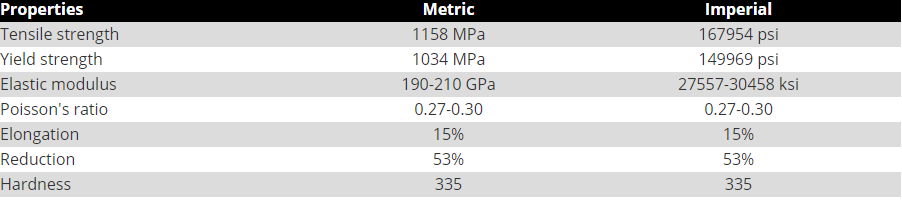
خواص مکانیکی Discaloy

### خواص حرارتی Discaloy

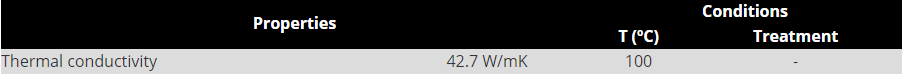
خواص حرارتی Discaloy

### معادل Discaloy در استانداردها
این آلیاژ معادل (AMS 5733 ,ASTM A453(662),ASTM A638(662 می‌باشد.

### ماشین کاری Discaloy
این آلیاژ به شیوهٔ معمول مانند سایر آلیاژهای آهنی ماشین کاری می‌شود. این آلیاژ خواص ماشین کاری ای مانند فولاد ضدزنگ آستنیتی دارد. برای این آلیاژ از مایع خنک کنندهٔ پایهٔ آب در ماشین کاری استفاده می‌شود.

### شکل دهی Discaloy
برای شکل دهی این آلیاژ از شیوه‌های معمول شکل دهی استفاده می‌شود.

### جوشکاری Discaloy
با استفاده از روش‌های قوس تنگستن گازی، قوس فلزی محافظت شده و جوشکاری قوس فلزی استفاده می‌شود. برای این آلیاژ جوشکاری قوس در زیر آب توصیه نمی‌شود. پس از جوشکاری سرباره باید از روی سطح جوشکاری با استفاده از برس سیمی پاک شود.

### عملیات حرارتی Discaloy
این آلیاژ امکان کار سرد و آنیل کردن را دارد.

#### کار سرد
این آلیاز با استفاده از ابزار استاندارد قابل کار سرد می‌باشد. استفاده از مواد نرم قالب مانند آلیاژهای روی و برنز می‌تواند باعث بهبود خروجی کار سرد و کاهش چسبندگی قطعات در اثر سایش شود.[ویرایش]

#### آنیل
این آلیاژ در دمای ۱۰۱۰ درجهٔ سانتی گراد به مدت دوساعت آنیل می‌شود و سپس در روغن کوئنچ می‌شود.

### پیرسختی Discaloy
پیر سختی این آلیاژ به این صورت است که ابتدا در دمای ۱۰۱۰ درجهٔ سانتی گراد به مدت دو ساعت آنیل می‌شود سپس در روغن خنک می‌شود و سپس به مدت ۲۰ ساعت در دمای ۷۳۳ درجهٔ سانتی گراد می‌ماند و در هوا خنک می‌شود و در نهایت در دمای ۶۴۹ درجهٔ سانتی گراد به مدت ۲۰ ساعت می‌ماند و در هوا خنک می‌شود.

## ریزساختارابرآلیاژها
در فاز Ni3Al خالص، اتم‌های آلومینیم در وجوه عمودی کریستال مکعبی قرار دارند و زیر-بعدA را تشکیل می‌دهند. اتم‌های نیکل هم در مراکز وجوه قرار گرفته و زیر-بعدB را تشکیل می‌دهند. زیر بعد A و B از فاز 'γ می‌توانند مقادیر قابل ملاحظه ای از سایر عناصر را در خود حل کنند. عناصر آلیاژی می‌توانند به همین شکل در فاز γ حل شوند. فاز 'γ طی یک سازوکار(mechanism) غیرمعمول و غیرعادی به نام تسلیم(Yield strength anomaly) سختی را تعیین می‌کند. نابجایی‌ها از مکان خود جدا شده و با ایجاد فواصل زیاد در ساختار، باعث ایجاد ناکاملی بلوری(Crystallographic defect) می‌شوند؛ بنابراین استنباط می‌شود که در دمای بالا، انرژی آزاد شده از پیوندهای بین فازی(APB) به مقدار قابل ملاحظه ای کاهش می‌یابد اگر این پیوند بر یک صفحه خاص تکیه داشته باشد که اجازه لغزش را دارا نباشد. به محض حرکت نابجایی‌ها، پیوندهای بین فازی بر صفحات کم انرژی تکیه داده و به دلیل اینکه این صفحات اجازه حرکت ندارند، نابجایی‌ها به شکل مؤثری قفل شده و اجازه تغییرشکل را نمی‌دهند. به وسیلهٔ این سازوکار، تنش تسلیم فاز 'γ در Ni3Al تا دمای ۱۰۰۰درجه سانتیگراد افزایش یافته و موجب استحکام فوق‌العاده ابرآلیاژ در دماهای بالا می‌شود.
نخستین ابرآلیاژها در دهه‌های ۱۹۴۰ و ۱۹۵۰ میلادی ابداع و استفاده شدند که در آن‌ها کاربیدها در مرزهای دانه نقش اصلی استحکام بخشی را بر عهده داشتند.
ابرآلیاژهای جدید در دهه ۱۹۸۰ میلادی تولید شدند. نسل اول این ابرآلیاژها دارای مقادیر اضافه شده آلومینیم، تیتانیوم، تاتنال و نیوبیم بود که منجر به افزایش کسر حجمی فاز 'γ تا بین ۵۰ و ۷۰درصد در این آلیاژها می‌شد. چند مثال از این ابر آلیاژها PWA1480 و René N4 و SRR99 هستند.
نسل دوم و سوم این ابرآلیاژها شامل ۳ تا ۶ درصد وزنی رنیوم بودند که منجر به افزایش ظرفیت گرمایی می‌شد. علاوه بر این رنیوم باعث کاهش نرخ نفوذ (و به طبع آن خزش در دمای بالا) و بهبود عملکرد در دمای بالا می‌شود. همچنین رنیوم موجب تقویت فازهای TCP شده که منجر به کاهش مقادیر کبالت، تنگستن، مولیبدن و به ویژه کروم می‌شود. به همین دلیل در نسل‌های جدیدتر ابرآلیاژهای پایه نیکل مقدار کروم کاهش قابل ملاحظه ای داشته که خود باعث کاهش مقاومت در برابر اکسایش شده است. در حال حاضر شگردهای پیشرفته لایه گذاری(coating) موجب کاهش از دست رفتن مقاومت در برابر اکسایش در آلیاژهای فاقد کروم شده است. مثال‌هایی از ابرآلیاژهای نسل دوم PWA1484 و PWA1484 و René N5 هستند. از ابرآلیاژهای نسل سوم هم می‌توان به CMSX-10 و René N6 اشاره کرد. نسل‌های چهارم، پنجم و ششم ابرآلیاژها نیز تولید شده‌اند که به دلیل دارا بودن مقادیر اضافی روتنیم گرانتر از نسل‌های قبل که شامل مقادیری رنیوم بودند، هستند.
تمام تلاش بر این است که تا حد ممکن از عناصر سنگین و گران‌قیمت در تولید آلیاژها دوری شود، به عنوان مثال فولاد اگلین(Eglin steel) یک آلیاژ ارزان با تحمل حرارت زیاد و واکنش پذیری شیمیایی کم است.

## ابرآلیاژهای تک کریستال
ابرآلیاژهای تک کریستال (ابرآلیاژهای SC یا SX) به وسیلهٔ یک شگرد انجماد پیشرفته به صورت تک کریستال ساخته می‌شوند که در نتیجه آن، هیچ مرز دانه ای در ماده وجود ندارد. خواص مکانیکی اکثر آلیاژهای دیگر به وضعیت مرز دانه‌ها بستگی دارد، اما این مرز دانه‌ها در دمای بالا در پدیه خزش شرکت کرده و باید با سازوکار دیگری جایگزین شوند. در اینچنین آلیاژهایی، فازهایی بین فلزی با جهتگیری کریستالی یکسان بین دانه‌ها قرار می‌گیرند. این همنشینی سبب قفل شدن نابجایی‌ها بدون برهم زدن ساختار کریستالی و تبدیل ساختار به آمورف می‌شود.
ابرآلیاژهای تک کریستال استفاده فراوانی در صفحات تحت فشار توربین‌ها و توربین‌های گازی صنعتی دارند. از ابتدای مطرح شدن فناوری ایجاد تک کریستال، تولید ابرآلیاژهای تک کریستال متمرکز بر افزایش ظرفیت گرمایی بود و بهبود عملکرد این آلیاژها مدیون رنیوم و روتنیم است.
با افزایش دمای توربین مهم است که یک درک پایه ای از فرایند فیزیکی خزش تک کریستال در آن شرایط ویژه (دما و تنش زیاد) حاصل شود. رفتار خزشی ابرآلیاژ تک کریستال بستگی به دما، تنش و جهتگیری کریستال آلیاژ دارد. برای یک ابرآلیاژ تک کریستال سه حالت متفاوت خزش تحت دما و تنش مختلف وجود دارد: Rafting و Tertiary و Primary. در دمای پایین (حدود ۷۵۰درجه سانتیگراد) رفتار به صورت Primary, در دمای حدود ۸۵۰درجه سلسیوس به صورت Tertiary و در دمای ۱۰۰۰درجه سانتیگراد به صورت Rafting خواهد بود.

## پوشش ابرآلیاژها
تولیدات سوپرآلیاژ که برای کارهای دردمای بالا و محیط‌های خورنده مثل: (مناطق تیغه ای توربین‌های موتور جت) مورد استفاده قرار می‌گیرند. به وسیلهٔ انواع مختلفی از پوشش‌ها، پوشش داده می‌شوند. عمدتاً دو نوع مختلف از روش‌های پوشش دهی نمایش داده شده است.
پروسهٔ پک کردن و پوشش دهی فاز گازی هر دو گونه ای از روش GVD هستند. دراکثر مواد، بعد ازمرحلهٔ پوشش دهی در نزدیک نواحی سطحی از آلومینا غنی می‌گردد. زمینهٔ پوشش از نیکل آلومیناید است. ورود یک روش جدید تحقیقاتی در تهیهٔ آلیاژها و سوپرآلیاژهای این چنین از روش تهیه به وسیلهٔ فاز ذرات است.
این پروسه یک روش کلی تهیه نانو ذرات است. با توسعهٔ دانستنیهایمان در زمینهٔ علم مواد تولید نانو ذرات مواد توسعه می‌یابد. سپس ما می‌توانیم تحقیقاتمان را در جنبه‌های تولید سوپرآلیاژهای، شبیه آلیاژهای پایه نیکل توسعه دهیم.

## موارد استفاده
سوپرآلیاژها درجاهایی که نیاز به مقاومت گرمایی و مقاومت به اکسیداسیون و خوردگی نیازباشد استفاده می‌گردد. کاربرد سوپرآلیاژها در دماهای بالا بسیار گسترده و شامل قطعات و اجزا هواپیما، تجهیزات شیمیایی و پتروشیمی است. اهمیت سوپرآلیاژها در تجارت روز را می‌توان با یک مثال نشان داد. در سال ۱۹۵۰ فقط ۱۰ درصد از کل وزن توربین‌های گاز هواپیما از سوپرآلیاژ ساخته می‌شد، اما در سال ۱۹۸۵ میلادی این مقدار به ۵۰ درصد رسید.
باید خاطر نشان ساخت که همه کاربردها به استحکام در دمای بالا نیاز ندارند. ترکیب و مقاومت خوردگی سوپرآلیاژها، مواد استانداردی برای ساخت وسایل پزشکی به وجود آورده است. سوپرآلیاژها همچنین کاربردهایی در دماهایی بسیار پایین پیدا کرده‌اند.
در نهایت بیشترین کاربرد سوپرآلیاژها در موارد زیر است :هواپیماها و توربین‌های گازی صنعتی، موتورهای الکتریکی نظامی، فضاپیماها، زیردریایی‌ها، رآکتورهای اتمی، مجاری فرایندهای شیمیایی، مجاری تبادل گرمایی

## ابرآلیاژهای جدید
سوپرآلیاژها به طورخاص ساختار کریستالی مکعبی مرکز وجوه (FCC)دارد. عناصرآلیاژی پایه برای سوپرآلیاژها معمولاً نیکل، کبالت یا آهن ـ کبالت هستند. توسعهٔ سوپرآلیاژها به‌طور وسیعی بر دو عامل شیمیایی و پروسه‌های نوآوری وابسته است و در ابتدا به وسیلهٔ صنایع قدرت و فضاپیما مشتق و ساخته شد. کاربردهای خاصش در فضاپیماها، توربین‌های گازطبیعی و صنایع توربین‌های دریایی به عنوان مثال برای پره‌های توربین برای قسمت‌های موتورجت استفاده می‌شود.
نمونه‌های سوپرآلیاژها:
- آلیاژهاست (Hastelloy)
- آلیاژ اینکونل (Inconel)
- آلیاژ واسپالی (Wast paloy)
- آلیاژ رنه الوی (Rene alloys)مانند (رنه ۴۱، رنه ۸۰، رنه ۹۵)
- آلیاژهای هانیس (Hagnasalloys)
- آلیاژ انیکلوی (Incolog)
- آلیاژ ام پی (mp98t)T98)
- آلیاژهای تی ام اس (TMS)
- آلیاژهای کریستال (CMSX)

## کاربرد ابر آلیاژها
امروزه در مقیاس وسیعی از سوپر آلیاژها در صنایع مختلف استفاده می‌شود که از جمله آن می‌توان به پره‌های توربین‌های گاز در نیروگاه‌ها و موتورهای جت اشاره کرد. جنس این پره‌ها و قابلیت تحمل آن‌ها در برابر خوردگی و دمای بالا در راندمان نهایی توربین گاز مؤثر است امروزه سوپرآلیاژهایی که در پره‌های توربین گاز مورد استفاده قرار می‌گیرند می‌توانند دمای ۱۱۰۰ درجه سانتیگراد را تحمل کنند حال اگر بتوان سوپر آلیاژی ساخت که دمای بیشتری را تحمل کند راندمان نیروگاه‌ها و هواپیماهایی که از این توربین‌های گازی استفاده می‌کنند بیشتر می‌شود و در مقیاس وسیع بسیار ارزشمند است و گاه برای اینکه فقط ۲۰ درجه سانتیگراد این سقف حرارتی را بالا ببرند هزینه‌های هنگفتی صرف می‌شود. سوپر آلیاژهایی که در پره‌های توربین گاز مورد استفاده قرار می‌گیرند معمولاً با پایه نیکل و از پیچیده‌ترین ترکیبات انواع سوپر آلیاژها هستند.
کشورهایی که به تکنولوژی ساخت سوپر آلیاژها دست پیدا می‌کنند عملاً به برتری اقتصادی و استراتژیکی دست خواهند یافت. به علت استفاده گسترده از این فناوری در صنایع نظامی دانش ساخت آن جزء اطلاعات محرمانه است و برای بدست آوردن چنین دانشی نیاز به سرمایه‌گذاری سنگینی وجود دارد.

## پیوند به صفحات دیگر
- https://www.machinedesign.com/materials/metals/article/21812934/ironbased-superalloys
- https://www.sciencedirect.com/topics/chemistry/superalloys
- http://www.phase-trans.msm.cam.ac.uk/2003/Superalloys/superalloys.html
- https://www.tms.org/Meetings/Specialty/Superalloys2000/SuperalloysHistory.html
- https://arc.aiaa.org/doi/abs/10.2514/1.18239
- https://www.carpentertechnology.com/en/alloy-techzone/technical-information/alloy-selection/selection-of-age-hardenable-superalloys بایگانی‌شده  در ۸ ژوئن ۲۰۲۰ توسط Wayback Machine